# Evangelion: 2.0
 Evangelion 2.0 (ヱヴァンゲリヲン 新 劇場 版: 破, Evangerion Shin Gekijōban: Ha, literalment "Evangelion Nova Versió Teatral: Ruptura") és una pel·lícula animada japonesa del 2009, escrita per Hideaki Anno. És la segona de quatre pel·lícules que formen part de la tetralogia Rebuild of Evangelion, basades en la sèrie original d'anime Neon Genesis Evangelion. Va ser produïda i co-distribuïda per l'Studio Khara de Hideaki Anno.
Es va doblar al català i el 20 de maig de 2011 es va estrenar al Canal 3XL.

## Argument
La pel·lícula comença amb el pròleg que obre amb una nova pilot, Mari Illustrious Makinami, que pren el control de la unitat provisional 05 i tracta d'aturar el tercer àngel, que s'està escapant de la "Base de Betània" del NERV, situada a l'Àrtida. L'Àngel, després d'haver estat trobat en el permafrost, és capturat i confinat en el sistema de contenció de Cocito (un dels més segurs del món, segons es comenta a la pel·lícula), però va aconseguir escapar, i quan es dirigeix als voltants de la zona Aquerón, circumdant a la base, l'EVA 05 l'ataca. Després de rebre molts danys, la unitat es veu destruïda i s'acaba amb l'àngel, i gran part de la base de Betània queda destruïda.
De tornada al Japó, en Shinji i en Gendo visiten la tomba de la Yui. Després, en Kaji arriba al despatx d'en Gendo confirmant la interrupció del projecte Marduk que es realitzava a Betània i li lliura una maleta que conté la "Clau de Nabucodonosor". Llavors el setè àngel ataca la ciutat, però és derrotat per la nouvinguda Unitat 02 des d'Alemanya, pilotada per la fera pèl-roja Shikinami Asuka Langley.
Mentrestant, en Gendo i en Fuyutsuki visiten la Base de Tabgha a la lluna per veure el progrés de SEELE en la construcció de la Unitat 06 o Mark 06, i tot i que l'accés a la base no els és permès, verifiquen que el mètode de construcció de la Unitat és diferent a la del NERV. Ja a la Terra, en Shinji es veu obligat a aprendre a conviure amb l'Asuka, que es muda a casa de la Misato, i alhora l'Asuka demostra tenir dures relacions amb tothom, i alguns signes d'amor/odi amb en Shinji. El vuitè àngel Sahaquiel ataca des de l'espai. Els satèl·lits llancen mines N2 però no té efecte a causa del fort camp AT de l'àngel, de manera que, després d'un llarg combat, les unitats 00, 01 i 02 el destrueixen, actuant en equip com mai abans ho havien fet.
Més endavant, Mari aterra en paracaigudes a Tokyo-3, però cau accidentalment sobre un atònit Shinji mentre estava a la terrassa de l'escola. Després ella reconeix la seva identitat com a pilot d'EVA per l'olor de líquid LCL.
Poc després és destruïda als EUA la primera branca del NERV per l'explosió de l'EVA 04 a causa de l'experimentació de nova tecnologia. El NERV clausura la Unitat 02 pel Tractat del Vaticà, que limita el nombre d'EVAs en servei que un país pot tenir, pel fet que la jurisdicció de la Unitat 02 encara estava en mans de la Unió Europea, és l'Asuka la que pilota la Unitat 03. No obstant això, el dia de l'activació de la unitat es descobreix que estava posseïda per l'àngel Bardiel, que s'escapa cap a l'EVA, encara amb l'Asuka a dins. L'EVA 01 és enviat per aturar-ho, però Bardiel desplega dos braços que escanyen en Shinji, que es nega a lluitar per no ferir l'Asuka. Davant d'això, en Gendo destrossa l'EVA 03, fet que fa pensar que l'Asuka és morta. En Shinji embogeix davant d'això i ataca el Geo-front, però és aturat per l'augment de la pressió de l'LCL de la seva càpsula. En despertar, decideix deixar el NERV. Després s'anuncia que l'Asuka està viva, però greument ferida i infectada en part per l'àngel.
Després de marxar en Shinji, Zeruel el desè àngel, ataca destruint les 24 capes protectores del Geo-front. Mentrestant, Mari és enviada a barallar-se amb l'àngel segrestant la Unitat 02 del magatzem. La Mari, en veure que els seus atacs no fan efecte, treu els limitadors i activa el Mode Bèstia (BEAST MODE) de la 02, però tot i així resulta derrotada. La Rei, a bord de la Unitat 00, ataca l'àngel, però fracassa per l'alta resistència del camp AT. Llavors la Mari trenca el camp AT de l'àngel i la Rei aconsegueix detonar dins seu una bomba, que tampoc té cap efecte. La Unitat 00 esgota l'energia i queda immòbil, i la 02 cau sobre el lloc on es trobava en Shinji. Ell, en veure que l'àngel devora i assimila la Unitat 00 i la Rei, decideix tornar al NERV. Moments després l'àngel és atacat per la Unitat 01, que ataca l'àngel però perd un braç. En Shinji, condueix l'àngel fins a una catapulta de llançament de les EVAs i es llancen cap a la superfície. Allà, l'EVA-01 es queda sense energia i és atacada per l'àngel. Llavors, en Shinji furiós i inconsient activa el mode transicició inconscientment, aconseguint un poder similar al d'un àngel.
Amb els seus nous poders derrota Zeruel, i forçant els seus límits intenta rescatar la Rei. Accedint al seu nucli, la troba nua i amagada en la foscor. Ella li diu que està connectada espiritualment amb l'àngel, de manera que decideix morir per destruir-lo, però en Shinji li diu que no hi ha cap altra Ayanami més. En Shinji se sincronitza completament amb la Unitat 01 i treu la Rei i el nucli de l'àngel, que adopten la forma de la Rei a gran escala, aleshores la Ritsuko anuncia que ha arribat el Tercer Impacte: la creació d'una nova forma de vida més enllà de la comprensió humana; el seu preu? Cadascuna de les formes de vida antiga.
Després dels crèdits de la pel·lícula, una llança cau del cel i travessa l'EVA 01, l'àngel i la Rei, interrompent el Tercer Impacte. En Kaworu, autor del llançament de la llança a bord de la Unitat 06, baixa del cel i anuncia: "El moment promès ha arribat. Shinji, aquesta vegada només tu trobaràs la felicitat eterna...".

## Producció
El setembre de 2006 es va confirmar que la segona pel·lícula seria produïda com a part de la sèrie Rebuild of Evangelion, amb una data de llançament temptativa fixada pel gener de 2008 i amb una durada de 90 minuts. El novembre de 2006, l'edició de desembre de la revista japonesa Newtype va confirmar que la segona pel·lícula va ser escrita durant la postproducció de la primera. Anno va anunciar que la introducció de nous personatges i unitats Evangelion començaria des de la segona pel·lícula en endavant.
La data de llançament va ser retardada diverses vegades des de l'anunci original de gener del 2008: primer pel desembre de 2008, abans d'una actualització en el lloc web oficial el 6 d'octubre de 2008, la qual anunciava el títol oficial en anglès i una data de llançament per al "començament de l'estiu del 2009". Finalment es va posposar una vegada més la data de llançament, aquesta vegada pel 27 de juny de 2009, data final en què es va estrenar la pel·lícula als cinemes nipons.

## Banda sonora
El maig de 2009, Hikaru Utada va anunciar que tornaria a participar com a cantant de l'ending de la pel·lícula, "Beautiful World -PLANiTb Acoustica Mix-". Utada va publicar anteriorment "Beautiful World" que també va sonar a Evangelion: 1.0 You Are (Not) Alone com a tema de tancament el 2007.
La banda sonora de Shiro Sagisu va ser llançada el 8 de juliol de 2009 i està disponible en dues edicions. El disc que figura en les edicions ordinàries i extraordinàries que tenen la música de Sagisu que ha compost per aquesta pel·lícula així com dos bonus tracks. L'edició especial conté un disc extra: Shiro SAGISU Music from EVANGELION: 2.0 YOU CAN (NOT) ADVANCE., amb seleccions de la banda sonora que no ha estat modificada per encaixar en la pel·lícula.
La banda sonora conté algunes similituds amb una altra sèrie de televisió anterior de Gainax, Kare Kano, també composta per Shiro Sagisu i dirigida (en alguns episodis) per Hideaki Anno.

## Seqüela
La propera pel·lícula de la sèrie Evangelion: 3.0, va ser anunciada en un tràiler, després dels crèdits de la segona, amb en Shinji i la Rei congelats a la Unitat-01. Tòquio-3 i el Geofront estan abandonats, "el personal del NERV està reclòs", "la Unitat Eva-06 descendirà al Dogma", "l'accelerada Unitat EVA-08 i el seu pilot", i el muntatge d'"els nens triats pel destí". Entre les imatges es mostra la Unitat-01 empalada, en Kaworu reunit amb quatre figures a l'ombra, en Gendo i en Fuyutsuki escalant una muntanya, en Kaji enfadat cridant mentre apunta amb una pistola a algú, la Mari s'enfronta amb la Rei mentre que tres Reis més s'amaguen darrere d'ella, i una Asuka recuperada que porta un pegat a l'ull. Una conversa privada entre la Mari i una persona desconeguda es duu a terme, el nom del qual va ser mostrat al tràiler però estava ratllat. El tràiler acaba amb la promesa de més fan service.

## Curiositats
- A partir d'aquesta pel·lícula l'argument de Rebuild of Evangelion comença a diferir molt respecte a la sèrie original Neon Genesis Evangelion.